# Lou de Visser
Louis Leonardus Hendrikus (Lou) de Visser (Delfshaven, 21 mei 1878 – aan boord van de Cap Arcona, Lübecker Bocht, 3 mei 1945) was een Nederlands communistisch politicus.

## Levensloop
De Visser was van eenvoudige komaf en had voor hij de politiek inging diverse baantjes. Zijn oorspronkelijke beroep was glazenwasser. Hij was onder andere medeoprichter van het tijdschrift 'De Tribune' en trad in 1909 uit de SDAP. In 1915 werd hij lid van de Revolutionair Socialistische Vereeniging (RSV). Tijdens de verkiezingscampagne van 1918 zat hij vast vanwege een 'rumoerige betoging'. Later ging zijn partij op in de CPN. Na een crisis in het partijbestuur, waarbij diverse bestuursleden aftraden, werd hij in 1925 voorzitter van de CPN en lid van de Tweede Kamer.
Hij schuwde als Tweede Kamerlid het gebruik van krasse taal niet en kwam daardoor vaak in aanvaring met de voorzitter. De Visser lag desondanks beter bij zijn medeleden dan Wijnkoop, omdat hij in de persoonlijke omgang gemoedelijk was. Hij was tevens lid van de Haagse gemeenteraad en van de Staten van Zuid-Holland.
Op Prinsjesdag 1934 werd hij samen met twee fractiegenoten op verzoek van de voorzitter met veel geweld door de politie uit de gemeenschappelijke vergadering van Eerste en Tweede Kamer gezet, omdat ze bij het binnenkomen van de koningin "Indië los van Holland" hadden geroepen. Ondanks bewijsstukken als bebloede kleding werd ontkend dat de politie excessief geweld had gebruikt.
In juni 1941 werd hij gearresteerd door de bezetter. Hij zegde zijn lidmaatschap van de Tweede Kamer op in een brief aan voorzitter J.R.H. van Schaik. Hij zat uiteindelijk in het concentratiekamp Neuengamme en kwam om bij het geallieerde bombardement van het schip Cap Arcona buiten Lübeck, nog geen week voor de vrede van mei 1945.